# صوفي كاتنى
صوفي كاتنى (بالفرنسية: Sophie Cattani)‏ هي ممثلة فرنسية، ولدت في 1953.

## وصلات خارجية
- صوفي كاتنى على موقع IMDb (الإنجليزية)
- صوفي كاتنى على موقع قاعدة بيانات الأفلام العربية
- صوفي كاتنى على موقع ألو سيني (الفرنسية)
- صوفي كاتنى على موقع أول موفي (الإنجليزية)
- صوفي كاتنى على موقع قاعدة بيانات الأفلام السويدية (السويدية)
- صوفي كاتنى على موقع قاعدة بيانات الفيلم (الإنجليزية)
- صوفي كاتنى على موقع كينوبويسك (الروسية)